# Андо, Рикити
Рикити Андо (яп. 安藤 利吉 Андо: Рикити, 3 апреля 1884 — 19 апреля 1946) — японский генерал и последний генерал-губернатор Тайваня.

## Биография
Рикити Андо родился в префектуре Мияги 3 апреля 1884 года. В 1904 году он окончил Военную академию Императорской армии, а в 1925 году — Высшую военную академию. В 1925—1927 годах Андо служил в Британской Индии в качестве военного атташе. В 1930 году он стал командующим 5-й дивизией Императорской армии.

### Японо-китайская война
Во время второй японо-китайской войны Андо командовал 5-й дивизией, впоследствии — 21-й армией, с 10 февраля по 5 октября 1940 года — Южно-Китайским фронтом, оккупировавшим Гуандун и Гуанси.
В то время как между Японской империей и вишистской Францией проходили переговоры о доступе японской армии во французский Индокитай, Рикити Андо совершил вторжение в Индокитай без санкции Токио. За это командование отправило его в отставку.

### Андо и Тайвань

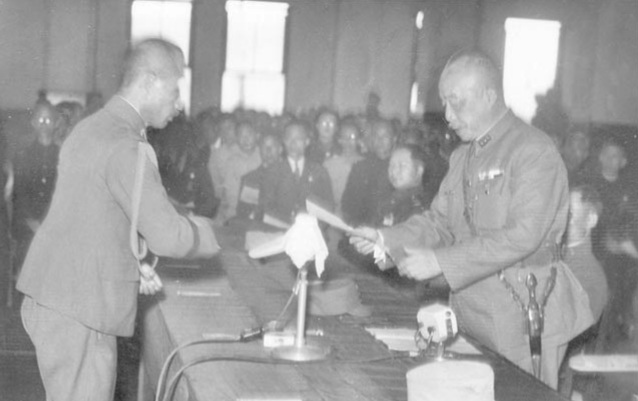
Рикити Андо подписывает акт о капитуляции Японии на Тайване, передавая остров в состав Китайской Республики. С китайской стороны капитуляцию принимает генерал Чэнь И

Осенью 1941 года Андо был призван на службу, произведен в полные генералы и получил должность командующего 10-го фронта на Тайване, фактически являвшегося гарнизоном острова. 
В 1944 году Андо стал генерал-губернатором Тайваня и оставался на этой должности до капитуляции Японской империи. 25 октября 1945 года Андо подписал формальный акт о капитуляции в Тайхоку, после чего был арестован китайцами и вывезен в Шанхай. В тюрьме Рикити Андо принял яд, не дожидаясь суда.